# Beilschmiedia vestita
Beilschmiedia vestita är en lagerväxtart som beskrevs av L.C.S.Assis & M.F.Santos. Beilschmiedia vestita ingår i släktet Beilschmiedia och familjen lagerväxter. Inga underarter finns listade i Catalogue of Life.